# May and December (film 1910)
May and December è un cortometraggio muto del 1910 diretto da Frank Powell. Su soggetto dello stesso regista, la sceneggiatura del film è firmata da Mary Pickford, che ne è anche l'interprete principale insieme a Billy Quirk.

## Trama
Un giovanotto, in grosse difficoltà finanziarie, si fa corteggiare da una signora di una certa età che è ben contenta di questa sistemazione. Nel contempo, un anziano signore si dichiara a una bella diciottenne alla quale offre agi, comodità e lusso. Le due coppie vanno d'amore e d'accordo finché non si incontrano e le cose si aggiustano: giugno e maggio vanno a braccetto, mentre ottobre e dicembre devono accettare la situazione, accontentandosi di consolarsi a vicenda.

## Produzione
Prodotto dalla Biograph Company, il film fu girato in California a Verdugo.c

## Distribuzione
Distribuito dalla Biograph Company, il film - un cortometraggio di 111 metri - uscì nelle sale cinematografiche statunitensi il 20 giugno 1910. Nelle proiezioni, veniva programmato con il sistema dello split reel, accorpato in un'unica bobina con un altro cortometraggio prodotto dalla Biograph e diretto da Frank Powell, Never Again.